# فورنی آوولتری
فورنی آوولتری (به ایتالیایی: Forni Avoltri) یک کومونه در ایتالیا است که در استان اودینه واقع شده‌است.

## خصوصیات
فورنی آوولتری ۸۰٫۷ کیلومترمربع مساحت و ۶۵۷ نفر جمعیت دارد و ۸۸۸ متر بالاتر از سطح دریا واقع شده‌است.